# هزاع بن زايد آل نهيان
الشيخ هزاع بن زايد بن سلطان آل نهيان (مواليد 2 يونيو 1965)، ممثل حاكم أبوظبي في منطقة العين منذ 3 ديسمبر 2024 وكان سابقاً نائباً لحاكم إمارة ابوظبي خلال الفترة 29 مارس 2023 حتى 3 ديسمبر 2024  وهو الإبن الخامس للشيخ زايد بن سلطان آل نهيان رئيس دولة الإمارات العربية المتحدة الأسبق

## حياته
ولد الشيخ هزاع في سنة 1965 ونشأ وترعرع في مدينة العين بإمارة أبوظبي وأكمل دراسته العليا في جامعة الإمارات العربية المتحدة وتخرج من كلية العلوم السياسية والإدارية.

### المناصب الرسمية
انضم إلى جهاز أمن الدولة عام 1983 وتولى منصب نائب رئيس الجهاز بين عامي 1982 و1992 ثم تولى رئاسة جهاز أمن الدولة حتى عام 2006.
في 21 أكتوبر 2006  أصدر الشيخ خليفة بن زايد آل نهيان رئيس دولة الإمارات مرسوماً اتحادياً بتعينه مستشاراً للأمن الوطني وشغل المنصب 15 فبراير 2016.
وفي 29 فبراير 2012 أصدر الشيخ خليفة بن زايد آل نهيان رئيس دولة الإمارات مرسوماً اتحادياً بتعينه رئيساً لمجلس إدارة هيئة الإمارات للهوية وشغل المنصب حتى 28 سبتمبر 2017.
وفي 13 ديسمبر 2010 أصدر الشيخ خليفة بن زايد آل نهيان رئيس دولة الإمارات حاكم أبوظبي مرسوماً بتعينه نائباً لرئيس المجلس التنفيذي لإمارة أبوظبي وشغل المنصب حتى تعينه نائباً لحاكم أبوظبي.
وفي 29 مارس 2023 أصدر الشيخ محمد بن زايد آل نهيان رئيس دولة الإمارات حاكم أبوظبي مرسوماً بتعينه نائباً لحاكم أبوظبي.

### المجال الرياضي
شغل منصب النائب الأول لرئيس نادي العين والنائب الأول لرئيس هيئة الشرف ورئيس مجلس الإدارة ورئيس نادي أبوظبي للفنون القتالية.
يشرف الشيخ هزاع على العديد من الأنشطة التي تقام في الدولة وفي إمارة أبوظبي تحديداً وعرف عنه علاقته القوية بالأوساط الرياضية خاصة مع ما يعرف بالإعلام الرياضي في دولة الإمارات حيث يعتبر المدافع الأول عن حقوق الإعلاميين الرياضيين كما كان له أثر كبير في بروز وتطور مجلة سوبر الرياضية حيث قبل بأن يكون الرئيس الفخري والمشرف على جوائزها الرياضية، كما أحرز المركز الرابع في سباق العالم للقدرة. ويتردد بانه يتقن عدداً من الرياضات القتالية الفردية بشكل كبير.

## حياته الخاصة

### نسبه
يعود نسب الشيخ هزاع إلى قبيلة آل بو فلاح، واسمه الكامل هو هزاع بن زايد بن سلطان بن زايد بن خليفة بن شخبوط بن ذياب بن عيسى بن نهيان بن فلاح بن هلال بن فلاح بن محمد بن سلطان بن محمد بن هلال بن جبلة بن أحمد بن إياس بن عبد الأعلم بن برسم بن الأسعد بن حبيب بن عمرو بن كاهل بن أسلم بن تدول بن تيم اللات بن رفيدة بن ثور بن كلب بن وبرة بن تغلب بن حلوان بن عمرو بن الحافي بن قضاعة.

### أسرته وزواجه
تزوج من الشيخة موزة بنت محمد بن بطي آل حامد (شقيقة الشيخ عبد الله بن بطي) وأنجب منها:
- الشيخة فاطمة بنت هزاع بن زايد آل نهيان
- الشيخة سلامة بنت هزاع بن زايد آل نهيان
- الشيخ زايد بن هزاع بن زايد آل نهيان
- الشيخة ميرة بنت هزاع بن زايد آل نهيان.
- الشيخ محمد بن هزاع بن زايد آل نهيان